# Hymenochaonia delicata
Hymenochaonia delicata är en stekelart som först beskrevs av Cresson 1872.  Hymenochaonia delicata ingår i släktet Hymenochaonia och familjen bracksteklar. Inga underarter finns listade i Catalogue of Life.